# William Onglo
William Gogl Onglo est un homme d'affaires et homme politique papou-néo-guinéen.

## Biographie
Diplômé de l'Université de technologie à Lae, il devient entrepreneur dans le domaine de l'immobilier et directeur de nombreuses entreprises, dont notamment la société du bâtiment PNG Constructions de 1999 à 2018,. 
Entré au Parlement national comme député du district de Kundiawa-Gembogl aux élections législatives de 2017, il siège pour le Parti des ressources unies et est brièvement ministre de la Défense en mai 2019, perdant ce poste lorsque le gouvernement de Peter O'Neill perd la confiance du Parlement. Le Premier ministre James Marape le nomme ministre des Énergies d'octobre à décembre 2020, puis ministre de la Police. À ce poste, il est confronté à un manque d'effectifs suffisants pour faire face aux violences urbaines de gangs et aux violences rurales inter-tribales, alors que le budget accordé à la police est diminué pour l'année 2021. Il est battu dans sa circonscription aux élections législatives de 2022, et perd donc son ministère.